# Horvati
Horvati är en ort i Kroatien.   Den ligger i länet Zagreb, i den centrala delen av landet, 18 km sydväst om huvudstaden Zagreb. Horvati ligger 176 meter över havet och antalet invånare är 1 477.
Terrängen runt Horvati är platt. Runt Horvati är det mycket glesbefolkat, med 5 invånare per kvadratkilometer. Närmaste större samhälle är Zagreb - Centar, 17,7 km nordost om Horvati. Omgivningarna runt Horvati är en mosaik av jordbruksmark och naturlig växtlighet.